# Sinagoga Ben Ezra
La sinagoga Ben Ezra (en árabe: معبد بن عزرا) a veces conocida como la sinagoga El-Geniza (Hebreo: בית כנסת אל גניזה) o la sinagoga de los palestinos, se encuentra en el Viejo Cairo, en Egipto. 
Según la tradición local, se localiza en el sitio donde los locales creen se encontró al bebé Moisés. También se dice que una sinagoga establecida por el profeta Jeremías funcionó en el lugar hasta que fue destruida por los romanos en el 30 a. C. La tierra de la actual sinagoga fue comprada en Fustat (en árabe: الفسطاط‎) el año 882, por 20.000 dinares por Abraham ibn Ezra de Jerusalén. Originalmente se llamó Sinagoga Israelita o "Casa de Reunión de los israelitas" en hebreo: בית הכנסת של אנשי ישראל‎). Destruida en 1012 durante el gobierno de Al-Hákim bi-Amrallah, fue reconstruida entre 1039 y 1041. Posteriormente fue conocida como "Sinagoga del Profeta Elías".
En la geniza de la sinagoga fueron encontrados más de cien mil fragmentos de textos bíblicos y litúrgicos; libros; cartas y documentos, escritos en hebreo, arameo, árabe, persa y yiddish. Algunos textos fueron recopilados y estudiados por el erudito caraíta Abraham Firkovich, en 1863. Fue el historiador judío Solomon Schechter quien comenzó el estudio en masa de los archivos encontrados. Había sido alertado por dos hermanas gemelas, Agnes y Margaret, aficionadas al estudio de los documentos antiguos y que le llevaron un manuscrito sacado de la ceniza que Schechter rápidamente identificó como un fragmento de una copia en hebreo del Sirácida, libro del cual encontró después varios capítulos en la geniza. Además de haberse hallado allí por primera vez una copia del Documento de Damasco, encontrado después en Qumrán, se ha encontrado material muy valioso para documentar la historia judía entre los siglos IX y XVI, cartas procedentes de Mesopotamia, Persia, Palestina, Siria, Sicilia, Italia, España, Jazaria y Europa oriental.